# Генріх IX Ройсс-Кестріцький (1827–1898)
Принц Генріх IX Ройсс-Кестріцький (нім. Heinrich IX. Reuß zu Köstritz; 3 березня 1827 — 1 серпня 1898) — німецький політик і офіцер, почесний генерал-майор Прусської армії.

## Біографія
Син принца Генріха LXXIV Ройсс-Кестріцького (1798–1886) та його першої дружини Клементини, уродженої графині фон Райхенбах-Гошюц (1805–1849). Він відвідував гімназію в Ніскі та навчався в Рейнському університеті Фрідріха-Вільгельма в Бонні. У 1849 році він став членом студентського корпусу Боруссія-Бонн. Він став володарем Єнкендорфа і Нойгоффа. В 1874/94 роках — ландрат в районі Гіршберг-ім-Різегебірге. Учасник першої шлезвізької, другої шлезвізької, австро-прусської та французько-прусської війн.
В 1879/82 роках Ройс — член прусської палати представників від виборчого округу Лігніц 7 (Гіршберг, Шенау). Окрім цього, принц був членом Консервативної партії, депутатом провінційного парламенту провінції Сілезія, а в Євангельській Церкві він був членом Генерального Синоду та Провінційного Синоду Сілезії.

## Сім'я
Одружився з баронесою Анною фон Цедліц унд Ляйпе (1829–1907). В пари народились 2 сини і дочка. Молодший син — принц Генріх ХХХ (1864–1939), майор Прусської армії, командир батальйону лейб-гренадерського полку «Король Фрідріх Вільгельм III», лицар ордена Святого Йоанна і останній власник замку Нойгофф.